# Джон де ла Поль, граф Линкольн
Джон де ла Поль (англ. John de la Pole, 1st Earl of Lincoln; 1462/1464 — 16 июня 1487) — английский аристократ и военачальник, 1-й граф Линкольн (1467—1487), наследник английского королевского престола (март-август 1485).

## Биография
Старший сын Джона де ла Поля, 2-го герцога Саффолка, и Элизабет Йоркской, дочери Ричарда Плантагенета, герцога Йоркского, и Сесилии Невилл. По материнской линии был племянником королей Англии Эдуарда IV и Ричарда III.
В 1467 году Эдуард IV пожаловал Джону титул графа Линкольна. В 1483 году после смерти Эдуарда IV Джон де ла Поль стал твёрдым сторонником своего другого дяди и нового короля Англии Ричарда III. Новый монарх назначил графу ежегодный доход в размере 500 фунтов стерлингов. Джон де ла Поль также получил пост президента Совета Севера. В апреле 1484 года после смерти Эдуарда Миддлгемского, единственного сына и наследника Ричарда III, Джон де ла Поль был назначен номинальным королевским лейтенантом (наместником) в Ирландии. Фактическим правителем Ирландии был Джеральд Фицджеральд, 8-й граф Килдэр.
В последний год правления Ричарда III граф Линкольн был объявлен наследником королевского трона как ближайший совершеннолетний родственник короля мужского пола из дома Йорков. Законным наследником престола был Эдвард Плантагенет, граф Уорик, единственный сын Джорджа Плантагенета, герцога Кларенса, но он был лишён Ричардом III права на наследование престола. Ричард III пожаловал своему племяннику крупные земельные владения и предоставил ему доходы от Корнуоллского герцогства, которые предоставлялись наследнику престола.
22 августа 1485 года Джон де ла Поль на стороне Ричарда III участвовал в битве при Босворте. После поражения и смерти Ричарда III он примирился с новым королём Англии Генрихом VII Тюдором. Джон получил прощение, хотя остальные сторонники Ричарда III были объявлены изменниками.
В 1487 году Джон де ла Поль поднял восстание. Священник Ричард Саймон, тайный сторонник Йоркской партии, познакомил графа Линкольна со своим юным воспитанником Ламбертом Симнелом, похожим на Эдварда Плантагенета, графа Уорика, заключённого по приказу короля Генриха VII в Лондонский Тауэр. Джон де ла Поль и сторонники Йоркской партии решили выдать Симнела за графа Уорика и наследника королевского престола. В начале 1486 года йоркисты переправили Ламберта Симнела из Англии ко двору герцогини Маргариты Бургундской, сестры Эдуарда IV и Ричарда III.
В феврале 1487 года граф Линкольн бежал из Англии во Фландрию, где смог убедить свою тётку Маргариту Йоркскую, герцогиню Бургундскую, профинансировать военную экспедицию против Генриха VII.
Весной 1487 года граф Линкольн и Симнел с двухтысячным отрядом немецких наёмников высадились в Ирландии, где на их сторону перешёл Джеральд Фицджеральд, фактически «некоронованный король Ирландии». 24 мая в кафедральном соборе в Дублине Симнел был коронован как король Англии Эдуард VI.
Увеличив свои силы за счёт ирландских добровольцев под командованием сэра Томаса Фицджеральда (брата Джеральда Фицджеральда), граф Линкольн высадился на острове Пиэл в Ланкашире и выступил на Йорк, который раньше был оплотом сторонников Ричарда III. Но город отказался сдаться мятежникам. Генрих VII выступил на север против йоркистов.
16 июня 1487 года в битве при Стоук-Филде авангард королевской армии под командованием Джона де Вера, 13-го графа Оксфорда, разгромил восьмитысячное войско повстанцев. Граф Линкольн был убит в этом сражении вместе с большинством других йоркистов.
Его младшие братья, Эдмунд де ла Поль, 3-й герцог Саффолк, и Ричард де ла Поль, также были претендентами на английский трон со стороны Йоркской партии.

## Брак
В конце 1470-х годов Джон де ла Поль женился на Маргарет Фицалан (ум. ок. 1493), дочери Томаса Фицалана, 17-го графа Арундела, и Маргарет Вудвилл. У супругов был сын Эдуард, умерший в детстве.